# 大分県立長洲高等学校
大分県立長洲高等学校（おおいたけんりつ ながすこうとうがっこう）は、大分県宇佐市に所在した公立の高等学校である。2003年（平成15年）3月31日に閉校した。跡地には、2005年（平成17年）4月に専修学校の九州総合スポーツカレッジが開校している。
以下は特記しない限り、閉校時点での情報である。

## 設置学科
- 情報会計科
- 生活文化科
- 家政科

※元々は服飾デザイン科を含む３学科であったが、1997年（平成9年）度から服飾デザイン科の募集を停止し、閉校まで上記の２学科であった。

## 所在地
- 〒872-0021 大分県宇佐市大字金屋199-2

## 概要
大分県立長洲高等学校は、大分県北部の宇佐市の北西部に位置する高等学校であった。
宇佐市内には、公立高校4校、私立高校1校が集中し、生徒数の減少によって通学区の大半の学校が小規模校となることが予測された。このため、長洲高校は2001年度（平成13年度）から生徒の募集を停止し、すべての在校生が卒業した2003年（平成15年）3月をもって閉校となった。

## 沿革
- 2003年（平成15年）3月31日 - 閉校。